# 天空漫射

在藍天下採集的太陽光譜，清楚的顯現出夫琅和費線和大氣中的水吸收帶。

天空漫射（Diffuse sky radiation）是经由地球大氣層中的分子或懸浮粒子散射後抵達地球表面的太陽輻射。這些以光子為主的輻射經過多次散射、反射，其颜色会隨著「輻射入射角」（時間）及「最短路徑上的阻礙」（天候狀況、空氣污染程度）不同而变化，是天空颜色变化的主因。它也被稱為天光（skylight）、 漫射天光（diffuse skylight）、或天空輻射（sky radiation）。來自太陽的陽光大約有三分之二（根據在大氣層中的灰塵和煙霧含量，在太陽高懸時大約為有25%的入射輻射直接被散射）會在大氣層中被散射，最終成為彌散的天空輻射抵達地球表面。
瑞利散射和米氏散射的彈性過程是天空漫射在大氣層中的重要過程，在这两个过程中光線的波長不變，沒有被吸收，但從原有的路徑偏折。

## 概述
光在傳播中如果遭遇微小的粒子，就會產生散射。散射粒子越小，散射光的光谱就越短，而空氣中充滿了氧和氮的分子，它們的大小甚至比短波的波長還短，散射出來的光就都會在光譜中紫、藍、綠的範圍。
當一束平行的入射光線射到大氣層雲朵時，表面會把光線向著四面八方反射，所以入射線雖然互相平行，由於各點的法線方向不一致，造成反射光線向不同的方向無規則地反射。在白晝時，陽光經過比較薄的大氣層，散射的結果就呈現到處都是藍色的情景。而且因為大氣中到處都散射出藍色的光譜，所以我們無法依照肉眼的感覺判斷天有多高。但在黃昏或日出時分，因為陽光必須穿過比較厚的大氣層，其中蓝光波段的光已經在前面被散射殆盡了，只剩下紅、橙、黃等比較偏紅的顏色，所以天色看起來是橘紅色的。 
不過並不是所有地方看到的夕陽都像藝術照片那樣的飽滿色彩，只有當大氣中有比分子稍大的粒子（例如鹽粒、小小水滴、灰塵、煙灰、細火山灰，越大的粒子越能散射紅光；但如果大太多散射就中止，而變成反射了，更大的粒子則造成吸收）時，光譜才會在紅色的範圍。所以許多絢爛的夕陽景色都是在海邊拍攝的，因為那裡充滿了會散射紅光的鹽粒。

## 顏色

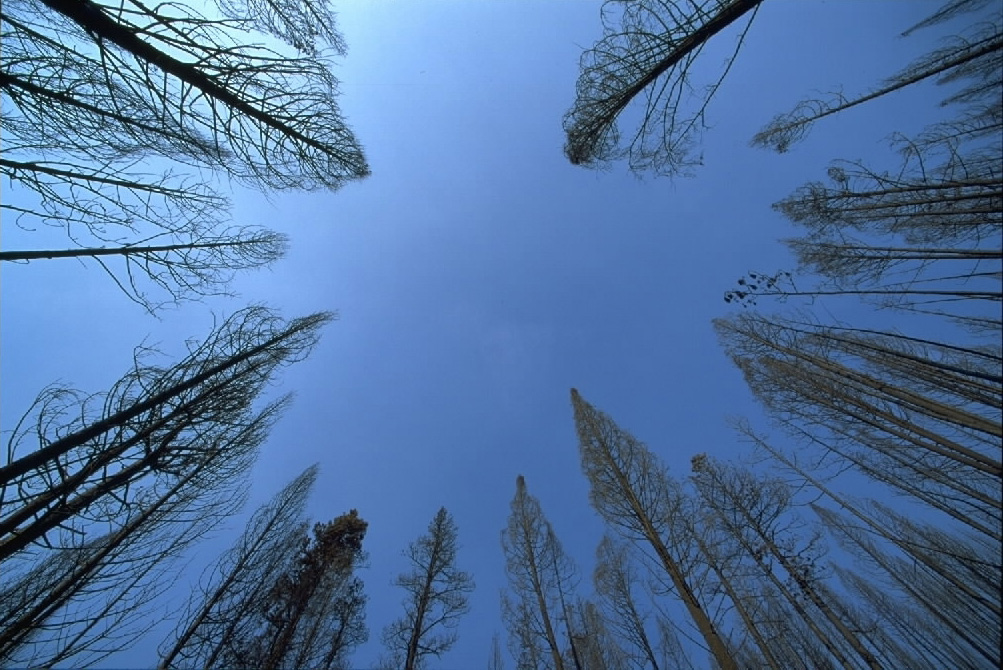
清澈的藍天。

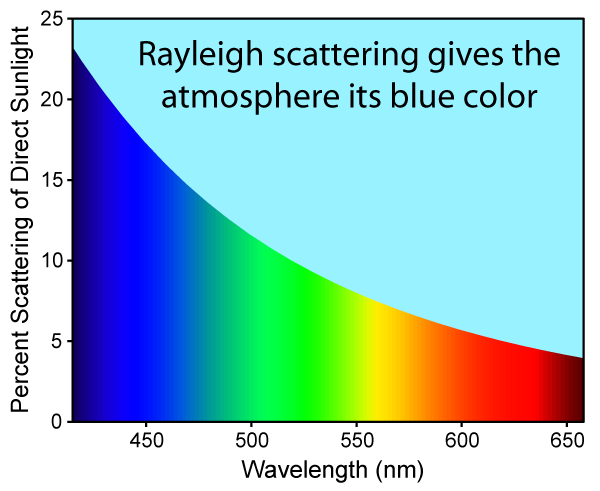
藍光和紅光在大氣層中被散射效率的比較。

陽光普照的天空是藍色的，因為空氣散射的短波長光比長波長的多。由於藍色的光是在可見光波長的短波端，因此它在大氣中的散射比紅光強烈。這樣的結果是人類的眼睛望向天空時，感受到的陽光顏色是藍色的這一部分  ，顏色類似於474至476奈米的單一藍色光與白光的混合，也就是未飽和的藍色光。
接近日出和日落時，我們看見的陽光幾乎都是以接近切線的角度抵達地球的表面，这时大部分的光线会发生折射。因为短波光的折射角大，所以大部分的短波光都被折射掉了，剩下的就只有大波长的光系了。因此日出和日落時，你能看見的紅光會強過其他任何顏色的光。
散射和吸收是輻射在大氣層中衰減的主要原因。散射的效率是隨著粒子的直徑和波長的比率而改變的函數。當直径比波长在1:10的比率時，瑞利散射發生散射效率的係數是波長的四次方。在直径比波长比率較大時，散射效率的變化需要比較複雜的形式來描述，對球型的粒子，適用米氏理論，它的比率約為10，幾何光學開始適用。

## 中性點
沿著通過太陽的地平經圈有三個點（稱為中性點），常用來檢測天空漫射的零偏極化。
- 阿拉戈點：以它的發現者的名字命名，通常位於反日點之上20°，但當空氣混濁時它的高度會提高。這種性質使得阿拉戈點的距離成為測量大氣濁度的一個有用工具。
- 巴比內點：巴比內在1840年發現的，它在太陽上方大約15°至20°，因此受到太陽眩目光輝的影響，很難觀測這個點。
- 布魯斯特點：布魯斯特在1840年發現的，它在太陽下方大約15°至20°，因此同樣受到太陽眩目光輝的影響，很難觀測這個點。

## 多雲的陰暗天空
基本上，在陰霾的天氣下沒有直射的陽光，所以天空中所有的光都是天空漫射的輻射。因為雲滴的顆粒都比光的波長還大，對所有顏色的光都一樣的散射，所以光通量與波長完全無關，方式與磨砂玻璃相似。陽光透過的強度減弱程度從相對較薄雲層的六分之一，到極端最厚的烏雲只透過直射量的千分之一。

### 雲朵顏色
不下雨的雲主要由雲滴（小水滴）所組成，雲滴比分子大許多，大致為20微米大小的雲滴可以散射出各種光譜，但因為雲是一團紊亂的對流體，雲滴的分佈也是非常雜亂的，向四面八方散射的各種顏色的光，加在一起就成了白色。而再大一點的雲滴或水滴已經足夠構成反射的條件，白色的陽光被反射出去後當然是白色的。
而較厚的雲朵卻是灰白色是因為當陽光射入雲裡面時，如果雲裡面都是比較細小的雲滴或雨滴的話，就會產生散射或反射，使穿透的陽光減少，所以越到雲的底部，光線越弱。據了解，只要雲層厚度超過一千公尺，就幾乎沒有光線可以穿透了。發展比較旺盛的雲，裡面的水滴比較大，這時水滴扮演的是反射及吸收陽光的角色，光線的穿透力就更弱，相对周围就会形成阴影区，所以會下雨的雲都是烏黑的，而且雲越黑表示對流越強，雲裡面的水滴越多、越大。發展強盛的雲，通常其上層一定有許多冰晶，光在冰晶中的穿透力比在水滴中還弱許多。

## 進階讀物
- Pesic, Peter. . The MIT Press. 2005. ISBN 978-0-262-16234-0.

## 外部連結
- Dr. C. V. Raman lecture: Why is the sky blue?（页面存档备份，存于）
- Why is the sky blue?
- Blue Sky and Rayleigh Scattering（页面存档备份，存于）
- Atmospheric Optics (.pdf), Dr. Craig Bohren（页面存档备份，存于）